# الإزميل (كوكبة)
الإزميل (بالإنجليزية: Caelum)‏ سميّت الكوكبة بهذا الاسم نسبةً إلى آبي نيكولاس آسيل والذي طاف في رحلته حول رأس الرجاء الصالح، وذلك في الفترة ما بين عامي 1751م و1752. وتظهر هذه المجموعة النجمية في الجزء الشمالي من الكرة الأرضية ويمتد مدى رؤيته حتى خط العرض 63 درجة شمال الكرة الأرضية؛ وفي الجزء الجنوبي من الكرة الأرضية وينتهي مدى رؤيته عند خط العرض 43 درجة جنوب الكرة الأرضية. ويمكن رؤية هذه المجموعة النجمية في الفترة ما بين شهري تشرين الثاني وكانون الأول. ومن بين بعض نجوم كوكبة آلة النقاش، توجد: ألفا آلة النقاش، بيتا آلة النقاش، إبسلون آلة النقاش، زيتا آلة النقاش، إيتا آلة النقاش.